# Batalla de New Ross

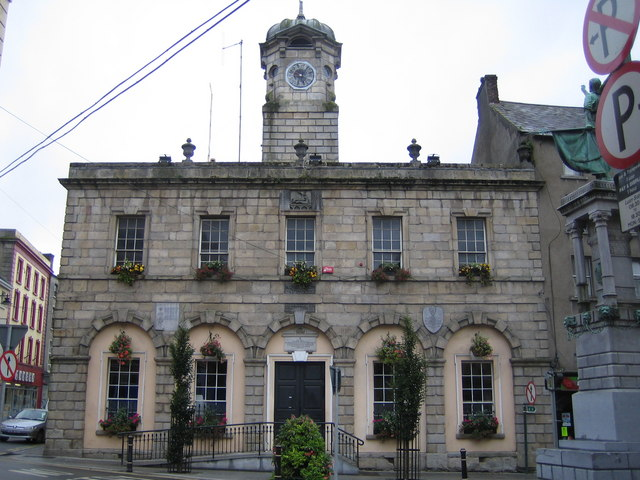
El Tholsel, New Ross

La batalla de Ballinvegga o la batalla de New Ross fue una batalla de las Guerras confederadas de Irlanda que tuvo lugar el 18 de marzo de 1643.
En la batalla, James Butler, I duque de Ormonde, derrotó a Thomas Preston, vizconde de Tara, y a un ejército de confederados irlandés al norte de la ciudad de New Ross cerca del townland de Ballinvegga, condado de Wexford. Ormonde esperaba conectar con las fuerzas de Inchiquin en Cork y marchó desde Dublín a través de Carlow para asediar a la guarnición confederada de New Ross. La lucha fue feroz y los sitiados infligieron graves pérdidas a los sitiadores. Ormonde se vio obligado a levantar el asedio e intentó regresar a Dublín por los montes Blackstairs, donde  fue interceptado por Preston. La fuerza de Ormonde era ampliamente superada por los confederados de Preston (Ormonde afirmó que eran unos 10.000 hombres) pero contaba con seis cañones. Tras algunos combates confusos (debido en parte a lo áspero del terreno), los Confederados se retiraron. Tras la batalla, Ormonde observó la devastación causada por su artillería:
los hombres y los caballos yacían desgarrados, sus entrañas fueran y las armas dispersadas sobre los campos.
En cambio, Ormonde sólo perdió diez hombres en la pelea.
En su camino hacia el norte, Ormonde permitió a sus soldados descansar cerca de Borris en Condado Carlow. En medio de la noche dos irlandeses consiguieron colarse en el campamento y escapar con un carro lleno de armas y munición. A la mañana siguiente, Ormond y Lisle quedaron conmocionados al descubrir que su ejército había quedado privado de armas y suministros.
150 años después tendría lugar otra Batalla de New Ross, cuando los Irlandeses Unidos intentaron conquistar la ciudad.